# Монторио-неи-Френтани
Монто́рио-ней-Френта́ни (итал. Montorio nei Frentani) —  коммуна в Италии, располагается в регионе Молизе, в провинции Кампобассо.
Население коммуны составляет, 01.01.2023 года, 360 человек, плотность населения составляет 11,37 чел./км². Занимает площадь 31,66 км². Почтовый индекс — 86040. Телефонный код — 0874.
Покровителями коммуны почитаются святые Констанц и Антоний, празднование 12 и 13 июня.

## Демография
Динамика населения: